# Csóványos
Der Csóványos ist mit 938 m der höchste Berg im nordungarischen Gebirge Börzsöny. Der Csóványos liegt an der Grenze der beiden Komitate Pest und Nógrád.
Der Csóványos ist Teil des Magas-Börzsönys („Hohes Pilsengebirge“) und formierte sich in der Zeit des Miozän vor 18–19 Millionen Jahren. Er hat sich in der Phase höchster vulkanischer Aktivität gebildet.